# 서야고등학교
서야고등학교(西野高等學校)는 대한민국 충청남도 당진시 합덕읍 합덕리에 있는 사립 고등학교이다.

## 학교 연혁
- 1958년 4월 20일 : 삼민고등공민학교 개교
- 1966년 2월 15일 : 학교법인 정민학원 설립
- 1966년 4월 5일 : 서야중학교 개교 및 입학식 (초대 류재하 교장 취임)
- 1972년 9월 1일 : 초대 교장 류재하는 정민학원 이사장 취임
- 1974년 12월 27일 : 서야고등학교 설립
- 1975년 3월 7일 : 서야고등학교 개교 및 입학식 (김춘자 서야 중.고등학교 겸임 교장 취임)
- 1980년 10월 10일 : 서야고등학교 학급 증설 인가(고등학교 15학급)
- 1996년 11월 15일 : 정민관(강당) 준공
- 1998년 12월 11일 : 해바라기집(여자기숙사) 준공
- 1999년 5월 18일 : 거북이집(양궁장) 준공
- 2002년 6월 12일 : 숭덕원(기숙사 및 급식실) 준공
- 2006년 8월 1일 : 제2대 류대현 이사장 취임
- 2007년 8월 7일 : 서연학사(기숙사) 준공
- 2013년 11월 28일 : 청송관(체육관) 준공
- 2016년 3월 23일 : 양궁부 창단
- 2024년 1월 16일 : 고등학교 제47회 졸업 83명 (계 7,444명)
- 2024년 3월 1일 : 제9대 류주현 교장 취임

## 참고 자료
- 서야고등학교 - 한국교육학술정보원 학교알리미